# Sociedad red

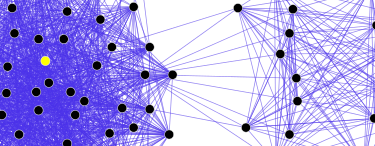
Diagrama de una red social.

La sociedad red está conformada por una estructura social,  compuesta por redes activadas por tecnologías digitales de la comunicación y la información basadas en la microelectrónica, es decir, en los procesos que se llegan a aplicar a una secuencia para el resultado final. La estructura social es el acuerdo organizativo del humano en la relación con la producción, el consumo, la reproducción, la experiencia y al poder expresados mediante la comunicación significativa codificada por la cultura.
Anteriormente, las redes eran una extensión del poder centrado en lo alto de algunas organizaciones que configuraron la historia de la humanidad. Sin embargo, la cultura de libertad fue decisiva para producir las tecnologías red,,que sirvieron de infraestructura esencial para que las empresas realizaran su reestructuración en términos de globalización, descentralización y redes. Nosotros vivimos en una sociedad red, es decir, una sociedad construida en torno a redes personales y corporativas operadas por redes digitales que se comunican a través de Internet.  
Esta estructura social es propia de este momento histórico, es el resultado de la interacción entre el paradigma tecnológico basado en la revolución digital y determinados cambios socioculturales. Castells denomina esta primera dimensión acerca de los cambios «sociedad egocéntrica», o, en términos sociológicos, el proceso de individualización. Se trata de una reinterpretación de las relaciones, incluyendo los sólidos lazos culturales y personales que podrían considerarse una forma de vida comunitaria sobre la base de intereses, valores y proyectos individuales.

## Sociedad red global
Las redes digitales son globales por su capacidad de autoreconfigurarse, es decir, de poder cambiar dependiendo de la situación que se les presente de acuerdo con las instrucciones de los programadores, trascendiendo los límites territoriales e institucionales a través de las redes de ordenadores comunicadas entre sí. Por tanto, una estructura social cuya infraestructura se base en redes digitales tiene las posibilidades de ser global. La sociedad red global es una estructura dinámica, altamente manejable por las fuerzas sociales, culturales, políticas y a las estrategias económicas. Pero lo que permanece en todos los casos es su predominio sobre las actividades y las personas ajenas a las propias redes. En este sentido, lo global está por encima de lo local.
El Internet y la globalización han dado origen a un elemento que hoy en día se conoce como las redes sociales virtuales, estas nos permiten tener contacto con personas que no están cerca de nosotros y no solo con una persona sino con varias, lo que facilita la interacción simultánea en el espacio virtual. La globalización ha llegado a ser tan influyente, que se refleja en estas grandes redes ya que buscan ser universales y visibles. Su valor radica en los millones de usuarios interactuando, el número de visitas diarias y el gran impacto que pueden llegar a tener. 
En el espacio digital, se da una experiencia simbólica que a su vez posibilita la fantasía, la creación de sí mismo acompañado de la proyección de una imagen propia construida para otros y una cultura virtual llena de sentidos y significaciones que movilizan la subjetividad.
Los medios de comunicación tradicionales han ido perdiendo poco a poco el monopolio de la información. El internet y la nueva cultura digital son testimonios de la expansión a campos abiertos y generales de los procesos de producción, distribución, creación informativa y consumo cultural, antes tradicionalmente cerrados y restringidos a las dinámicas exclusivas de los medios tradicionales como lo son la radio y la televisión. Se trata de un nuevo entorno donde los medios no sólo coexisten, sino que se interrelacionan y se influyen mutuamente en múltiples dimensiones y plataformas. La evolución interna de los usos sociales y culturales del internet han dado un plus a la comunicación de muchos a muchos relacionados  a la red de redes; esto es, la apropiación, el uso común de internet y la conversión de los propios usuarios en emisores constantes y masivos.
La sociedad civil  al poseer información valiosa para su beneficio le permite participar en procesos gubernamentales y no gubernamentales, donde el movimiento social amplía sus fronteras, desde las zonas rurales hasta las urbanas. Se pueden unir otros grupos de ciudades del país o incluso de ciudades internacionales; la movilización social mantiene su atención en los medios de comunicación ya mencionados anteriormente. 
La economía también es parte de la red social global, porque al interior de las redes sociales virtuales las mercancías del mundo “están a “disposición”, lo cual es precisamente patrocinado por los conglomerados de empresas multinacionales, que incluso con base a los “me gusta”, los grupos, comentarios y páginas que el usuario de Internet consulta facilitan realizar estudios de mercadeo

## La estructura social
Para Manuel Castells, quien acuñó el término Red de Redes, la estructura social se crea a través de tres tipos de relaciones:
- Relaciones de producción, muy ligadas a la interacción del hombre con la naturaleza y cómo aquel transforma a esta para la creación de bienes y servicios que satisfagan sus necesidades.
- Relaciones de experiencia, núcleo fundamental de las relaciones humanas y que se han estructurado históricamente alrededor del sexo y la familia.
- Relaciones de poder, entendido este como la habilidad de ejercer la violencia para garantizar el cumplimiento de las reglas sociales dominantes.

En la Sociedad Red la realidad está construida por redes de información que procesan, almacenan y transmiten información sin restricciones de distancia, tiempo ni volumen. Esta nueva forma de entender el funcionamiento de la sociedad se basa en el fenómeno de la globalización, el cual se ha ido desarrollando gracias a Internet   ..

## Características de la sociedad red
La forma como se establecen, mantienen, modifican o destruyen estas relaciones cambia ante el nuevo paradigma social en el que se entra a mediados del siglo XX. La nueva sociedad, la sociedad red, nace de una revolución tecnológica basada en la información y el conocimiento y genera una nueva economía cuyas tres características fundamentales son:
- La nueva economía es informacional, de forma que la generación y transformación de la información son determinantes en la productividad del sistema.
- La nueva economía es global, es decir, opera a nivel planetario.
- La nueva economía está en red, dando lugar a la empresa-red, organización económica de nuevo cuño con alta flexibilidad y operatividad, de configuración variable y que funciona como una red: plana en jerarquías y donde lo importante es la interconexión de los distintos nodos.[10]

Estas características de la nueva economía cambian radicalmente la forma en que se dan las relaciones de producción, experiencia y poder, redefiniendo el mercado de trabajo y el empleo, la cultura, la política, el Estado, el consumo, etc. y las sociedades capitalistas

## Informacionalismo y sociedad red
El informacionalismo es un paradigma tecnológico. Concierne a la tecnología, no a la organización social ni a las instituciones. El informacionalismo proporciona la base para un determinado tipo de estructura social  denominado 'sociedad red'. Sin el informacionalismo, la sociedad red no podría existir, pero esta nueva estructura social no es producto del informacionalismo, sino de un
patrón más amplio de evolución social.
Sobre los fundamentos del informacionalismo, la sociedad red surge y se expande por todo el planeta como la forma dominante de organización social de nuestra época. La sociedad red es una estructura social hecha de redes de información propulsada por las tecnologías de la información características del paradigma informacionalista. Por estructura social entiendo las disposiciones
organizativas de los seres humanos en las relaciones de producción, consumo, experiencia y poder, tal como se expresan en la interacción significativa enmarcada por la cultura. Una red es un conjunto de nodos interconectados. Un nodo es el punto en el cual la curva se corta a sí misma. Las redes sociales son tan antiguas como la propia humanidad, pero han cobrado nueva vida bajo el informacionalismo porque las nuevas tecnologías realzan la flexibilidad inherente a las redes, al tiempo que solucionan los problemas de coordinación y gobierno que, a lo largo de la historia, lastraban a las redes en su competencia con las organizaciones jerárquicas. Las redes distribuyen
el rendimiento y comparten la toma de decisiones en los nodos de la red según un modelo interactivo. Por definición, una red carece de centro y sólo tiene nodos. Si bien éstos pueden diferir en tamaño y, por tanto, tienen una relevancia variada, todos son necesarios a la red. Cuando los nodos pasan a ser redundantes, las redes tienden a reconfigurarse: eliminan algunos y añaden otros nuevos y productivos.
Los nodos aumentan su importancia para la red absorbiendo más información y procesándola de forma más eficiente. La relativa importancia de un nodo no deriva de sus rasgos específicos sino de su
capacidad para aportar información valiosa a la red. En este sentido, los principales no son centros sino llaves y protocolos de comunicación, que en su funcionamiento siguen una lógica de red y no una lógica de mando. Las redes operan según una lógica binaria: inclusión/exclusión. 
En cuanto a formas sociales, carecen de valores. Tanto pueden besar como matar, nada hay de personal en lo que hacen. Todo depende de las metas que se hayan asignado a la red y de la
forma más elegante, económica y autorreproductiva de llevar a cabo sus objetivos. En este sentido, la red es un autómata. En una estructura social, los actores e instituciones sociales programan las
redes. Pero una vez han sido programadas, las redes de información propulsadas por la tecnología de la información imponen su lógica estructural a sus componentes humanos, a menos que, por supuesto, las vuelvan a programar, operación que por lo general supone un elevado coste social y económico.